# 34158 Rachelchang
34158 Rachelchang este o planetă minoră (asteroid) din centura de asteroizi. A fost descoperită pe 25 august 2000 la Experimental Test Site⁠(d) de Lincoln Near-Earth Asteroid Research. 
Obiectul prezintă o orbită caracterizată de o semiaxă mare de 2,9101636 UAi, o excentricitate de 0,08, o înclinație de 1,29315 ° în raport cu ecliptica.